# Adam Nowowiejski
Adam Nowowiejski – postać z powieści Henryka Sienkiewicza Pan Wołodyjowski.  

## Charakterystyka
Wyśmienity zagończyk, który z rąk Tatara Azji syna Tuhajbeja utracił  swego ojca, siostrę i narzeczoną. Mści się okrutnie na Tuhaj-bejowiczu wbijając go na pal. Po stracie rodziny, mimo dokonanej zemsty wpada w obłęd z rozpaczy. Ginie bohatersko w bitwie pod Chocimiem. 
H. Sienkiewicz tak opisuje okoliczności śmierci Adama Nowowiejskiego: „Wtem olbrzymi husarz, niszcząc wszystko przed sobą jak burza, dopada do białobrodego starca, staje w strzemionach, by ciąć tym okropniej, i ze strasznym  zamachem (...) Pan Nowowiejski, on to był bowiem, straszne już poprzednio szerzył zniszczenie(...) Krzyknęli na widok śmierci wodza janczarowie i kilkunastu z nich wymierzyło janczarki w pierś młodego rycerza, on zaś (...) huknęły strzały, po których pan Nowowiejski zadarł konia i przechylił się w kulbace.„
Andrzej Stoff poświęcił tej postaci dedykowany artykuł, w którym nazwał ją niekoniecznie drugoplanową, reprezentatywną do Sienkiewiczowskiego podejścia do idei zemsty, a także przykładem bohatera romantycznego, niezbyt często wykorzystywanego przez Sienkiewiecza.

## W kulturze
Postać Adama Nowowiejskiego występuje w filmie Pan Wołodyjowski w reżyserii Jerzego Hoffmana i serialu Przygody pana Michała w reżyserii Pawła Komorowskiego. W obu produkcjach rolę tę grał Marek Perepeczko.

## Źródła
1. 1 2  Stoff, Andrzej. "Sienkiewiczowskie studium zemsty. Wątek Adama Nowowiejskiego w Panu Wołodyjowskim." Roczniki Humanistyczne 45, no. 1 (1997): 139-150.